# Leucó del Bòsfor
Leucó del Bòsfor (en llatí Leucon, en grec antic Λεύκων) fou un poderós rei del Regne del Bòsfor o Bòsfor Cimmeri que va governar durant quaranta anys, del 393 aC al 353 aC.
Era fill de Sàtir I i formava part de la dinastia Espartòquida, que havia substituït els Arcanàctides. Durant el seu regnat va conquerir Teodòsia, on, durant el setge, havia mort el seu pare. Va mantenir una aliança estreta amb Atenes a la que va proveir de gra i en retorn dels seus serveis li fou reconeguda la ciutadania atenenca (estesa també als seus fills). Altres circumstàncies de la seva vida les mencionen Diodor de Sicília (Bibliotheca historica, XIV, 93; XVI, 91) Estrabó (Geografia, VII,310f), Poliè (Στρατηγήματα, VI,9) Ateneu de Naucratis (Deipnosophistae VI, 257c) i Elià (Ποικίλη ἱστορία/Varia historia VI, 13). Tots coincideixen en dir que era un príncep savi i poderós.